# Dragons bisontins
 (décembre 2016).
Si vous disposez d'ouvrages ou d'articles de référence ou si vous connaissez des sites web de qualité traitant du thème abordé ici, merci de compléter l'article en donnant les références utiles à sa vérifiabilité et en les liant à la section « Notes et références ».
Maillots
Le Club Unihockey bisontin, ou les Dragons bisontins, est un club de floorball français fondé en 2004. Évoluant actuellement en Championnat de France Division 1, le club est basé à Besançon.